# Coal and Coke Railway
Le Coal and Coke Railway (sigle C&C) était un ancien chemin de fer américain de classe I qui fut créé en 1902 afin de relier Charleston à la région d'Elkins, toutes deux dans l'État américain fédéré de Virginie-Occidentale. De nombreux embranchements desservaient des bassins houillers ainsi que des fourneaux à coke. Il passa sous le contrôle du Baltimore and Ohio Railroad en 1916.

## Histoire

### La construction
Le Coal and Coke Railway (C&C) fut créé le 14 mai 1902 par l'ancien sénateur Henry Gassaway Davis afin de connecter le Chesapeake and Ohio Railway et le Kanawha and Michigan Railway (situés à Charleston, Virginie-Occidentale) avec le West Virginia Central and Pittsburg Railway (en) (WVC&P) dans les environs d'Elkins,. Davis avait acquis de grands territoires dans la région de Roaring Creek (dans le comté de Randolph) et des comtés environnants, car ils renfermaient de riches filons de charbon. Il avait également remarqué de vastes forêts dans les régions reculées entre Charleston et Elkins, où il n'y avait pratiquement pas de population. La construction d'un chemin de fer permettrait d'exploiter ces ressources.  
Le capital du C&C était de 5 millions de dollars.
Pour faciliter la construction du C&C, Davis vendit le WVC&P Railway (reliant Cumberland, Maryland à Elkins, Virginie-Occidentale au sud) en janvier 1902 et acheta 40 km de voie du Roaring Creek and Charleston Railroad (RC&C) et du Roaring Creek and Belington Railroad (RC&B), lesquels desservaient ses propriétés houillères dans les comtés de Randolph et de Barbour. Davis subissait la pression d'un syndicat conduit par George Jay Gould, un magnat des chemins de fer qui était en train de constituer un des plus importants cartel de transport ferroviaire du pays, afin de fixer les tarifs . Gould qui contrôlait entre autres le Wabash Railroad, recherchait un chemin de fer qui relierait Pittsburgh à la région desservie par le WVC&P. Gould avait également acheté le Western Maryland Railway qui atteignait Hagerstown, Maryland, avec une extension possible vers Cumberland, Maryland.
Le 19 novembre 1902, Davis racheta le vétuste Charleston, Clendennin and Sutton Railroad (créé en 1891) dont les 103 km de voie reliaient Charleston à Sutton,,
Avec ces acquisitions, le C&C n'eut à construire que 172 km de voie entre Roaring Creek (appelé actuellement Norton) et Sutton afin d'assurer une ligne directe entre Elkins et Charleston. La construction de ce nouveau tronçon débuta au printemps 1903, et s'acheva le 2 décembre 1905 avec la pose du dernier crampon à Walkersville dans le comté de Lewis,,. Douze tunnels totalisant 3,2 km et trente ponts en acier furent nécessaire pour traverser le terrain montagneux entre Roaring Creek dans le comté de Randolph à la ville nouvelle de Gassaway sur l'Elk River dans le comté de Braxton. Une extension de la ligne baptisée Coal and Iron Railroad avait été achevé au début de 1903, et permettait de relier Elkins à Durbin au sud, en amont de la rivière Greenbrier (en).

### L'exploitation
Le Coal & Coke Railway fournissait un débouché pour le charbon de la Virginie-Occidentale vers les Grands Lacs, ainsi qu'une route alternative vers les ports de l'Océan Atlantique. Le premier chargement de charbon sur cette nouvelle ligne fut acheminé de Charleston vers le Midwest le 3 décembre 1905.
Comme promis, le C&C ouvrit l'exploitation des ressources. Il racheta les propriétés de la Davis Colliery Company, totalisant environ 8 000 ha dans la région de Roaring Creek, sur lesquelles on dénombrait 5 installations qui produisaient quotidiennement 3 500 tonnes de charbon et 700 tonnes de coke pour un montant annuel de 80 000 dollars,. De plus, 49 scieries furent construites entre Elkins et Durbin. 
Une des plus grosses activités prit naissance dans le Comté de Clay où Joseph G. Bradley possédait 41 300 ha de forêt inexploitée. Il hérita de ces terres en 1880, de son père, Simon Cameron, un politicien de Pennsylvanie qui avait servi comme secrétaire à la Guerre sous Abraham Lincoln. Bradley fonda la Elk River Coal and Lumber Company en 1903. Puis en 1904, il créa le Buffalo Creek and Gauley Railroad (en), lequel devait construire 167 km de ligne afin de relier Dundon (traversé par le C&C) à Huttonsville dans le comté de Randolph. Seulement 30 km furent posés pour desservir Widen, le village de sa compagnie houillère. Bradley lança également une exploitation agricole et une fabrique de produits laitiers à Cressmont, et créa Swandale, le village de sa compagnie forestière.
Le premier train de voyageurs circula entre Elkins et Charleston le 21 janvier 1906. Cette même année, Davis racheta le CC&S.
Le 23 novembre 1912, Davis, alors âgé de 89 ans, renonça à son rôle dans la direction du C&C.
Davis mourut à l'âge de 93 ans en 1916. L'année suivante, le C&C fut loué au Baltimore and Ohio Railroad. La ligne fut exploitée sous le nom de Charleston Branch.
En 1917, le C&C exploitait une ligne principale de 282,5 km entre Charleston et Elkins, un embranchement de 25,7 km entre Belington et Mabie via Norton (ex Roaring Creek) et Coalton, et un autre de 10,5 km entre Gassaway et Sutton. Il avait des connexions avec le Baltimore and Ohio Railroad (B&O) à Belington, avec le Western Maryland Railway (WM) à Roaring Creek Junction et à Elkins, avec le Kanawha & Michigan à Charleston, et enfin avec le Chesapeake and Ohio Railway toujours dans cette même ville.

### Le Baltimore and Ohio Charleston Branch
Après le rachat du C&C par le B&O, le trafic de charbon resta constant, avant d'arriver à saturation lors de la première guerre mondiale.
Le 31 décembre 1930, le B&O cessa d'exploiter l'embranchement de Sutton à Flatwoods. En ce début des années 1930, le service des voyageurs fut revu à la baisse ou supprimé à la suite de l'amélioration des routes dans la région.
Le 7 octobre 1933, la direction du C&C autorisa la vente du chemin de fer au B&O; la transaction fut réalisée le 5 janvier 1934.
Le 14 août 1940, le B&O et le WM reçurent l'autorisation de se partager le droit de circulation entre Elkins et Belington.
Au cours des années 1940 et 50 de nombreux conflits sociaux éclatèrent dans les mines de charbon, anticipant la fermeture de lignes et de mines.
Le B&O demanda l'autorisation d'abandonner la ligne Coalton-Mabie le 6 janvier 1972. 
Le 1er avril 1979, le B&O reçut l'autorisation de fermer les 46 km de ligne entre Clendenin et Hartland (au sud-ouest de Clay).
Le 14 février 1985, il abandonna l'embranchement de Sutton.
CSXT successeur du B&O, vendit les 98 km de ligne entre Gilmer et Hartland au Elk River Railroad.
Après le partage de Conrail, la ligne entre Charleston et Falling Rock (au sud-ouest de Clendenin) fut absorbée par Norfolk Southern.